# Petra Östergren
Anna Petra Cecilia Östergren, född 29 september 1965 i Kiruna, är en svensk författare och debattör. Hon är sedan flera år anknuten till sociologiska institutionen, samhällsvetenskapliga fakulteten vid Lunds universitet där hon 2024 avlade en doktorsexamen i socialantropologi. Hon har varit instruktör i självförsvar för kvinnor.

## Biografi

### Självförsvar
I slutet av 1980-talet gjorde sig Östergren känd för att på bred front lansera feministiskt självförsvar i Sverige. Hon var instruktör och utbildade nya instruktörer, bland annat Amanda Golert som nu driver Kidpower. Tillsammans drev de kung-fu-klubb inom stilen kajukenbo, med Stacy Jolles från USA som huvudinstruktör. Vidare skrev Östergren en handbok i självförsvar, Slå tillbaka! som utgavs 1993. Tre år senare, 1996, publicerades boken Att komma till ro med det allra värsta, vilken handlar om hennes mor som blev misshandlad till döds av sin före detta sambo.
Därefter skiftade Östergrens fokus, och utifrån en kritik av radikalfeminism började hon granska den svenska diskursen om mäns våld mot kvinnor och kommersiellt sex. Från att ha samarbetat med ROKS, Kvinnofronten och Folkaktionen mot Pornografi skedde en brytning 1996, som enligt Östergren själv bottnande i en ideologisk konflikt. Östergren har rötter inom den frihetliga vänstern och det anarkistiska kaféet Svarta Månen på Södermalm i Stockholm, och menar att  de radikalfeministiska organisationernas medlemmar har en mer marxistisk bakgrund.
I artikeln "Sant fria?" i Bang nr 2 1996 ifrågasatte hon de inom feminismen vanliga teorierna om kön, våld och makt. Detta sprang bland annat ur iakttagelsen att våld inom homosexuella parförhållanden följer samma mönster som våld inom heterosexuella relationer, och att hon som självförsvarsinstruktör även mött kvinnor som utsatts för sexuella övergrepp av andra kvinnor. Efter detta upplevde Östergren att hon stöttes ut från den svenska feministiska gemenskapen.

### Utbildning och forskning
Östergren började läsa socialantropologi 1987 och tog en kandidatexamen 2000 vid Stockholms universitet. Hon lade fram sin magisteruppsats i socialantropologi 2003, Synden ideologiserad. Modern svensk prostitutionspolicy som identitets- och trygghetsskapare. Temat var paradoxer i den svenska prostitutionsdiskursen.
Hösten 2008 påbörjade Östergren sin forskarutbildning i socialantropologi vid Lunds universitet. Hennes avhandling är en etnografi över det svenska sexköpsförbudet där hon försöker förstå dess underliggande morallogik.
Förutom arbetet med avhandlingen har Östergren mellan 2014 och 2017 varit projektledare för den svenska forskningsdelen i EU-projektet DemandAT som undersöker efterfrågesideåtgärder mot människohandel. Forskningen resulterade bland annat i förslag att använda ett tredelat klassifikationssystem för att dela in prostitutionspolicyer (repressivt, restriktivt och interaktivt), ett system som även kan appliceras på andra klassiska moralpolitiska frågor som droger, spel eller homosexualitet. Vidare publicerades ett så kallat "EU policy brief", som innehåller rekommendationer för att minska våld och exploatering inom sexbranschen.
2024 avlade Östergren filosofie doktorsexamen i socialantropologi. Det skedde i samband med att hon försvarade sin avhandling Sweden's Ban on Sex-Purchase Morality politics and the governance of prostitution vid Lunds universitet. I sin avhandling vill hon visa att den svenska prostitutionspolitiken och dess sexköpslag bäst kan förstås som del av en anti-prostitutionspolitik med moralpolitiska rötter.

### Krönikor och debatt
Östergren engagerade sig tidigt i transfrågor, detta efter att ha tillbringat tid i San Francisco, Sydney och Rom och haft partners som var butch eller FTM. Inför RFSU:s kongress 1997 skrev hon en motion där hon argumenterade att transpersoner och deras partners åter skulle inkluderas i förbundet, vilket bifölls. När hon fick i uppdrag att utveckla ett program för Europride 1998 som innehöll samhällsfrågor (vilket senare blev Pridehouse) ägnades en av dagarna åt trans- och intersexfrågor. Hon skrev artiklar på temat och tog upp ämnet i tv. Hon försvarade också butch/femme-relationer i föreläsningar och artiklar.
Hösten 2008 publicerades antologin F-ordet. Mot en ny feminism, med Östergren som redaktör. Boken samlar skribenter och debattörer för att ge nya perspektiv på gängse feministiska frågor. 
Östergren har publicerat artiklar och krönikor i tidningar som Expressen, Aftonbladet, Svenska Dagbladet, LO-tidningen, Axess Magasin och Voltaire.
Utifrån sin forskning, samt ställningstagande för prostituerades rättigheter, har Östergren argumenterat mot den nuvarande svenska sexköpslagen och förespråkat att sexbranschen ska avkriminaliseras och ersättas med arbetslagstiftning liknande den integrativa policyregim som bland annat finns i Nya Zeeland. I boken Porr, horor och feminister från 2006 analyserar hon tre decenniers porr- och prostitutionsmotstånd i Sverige med hjälp av socialantropologiska teorier utvecklade av Gayle Rubin och Carol Vance, samt maktperspektiv av Michel Foucault och Pierre Bourdieu.
I Sverige har Östergrens arbete väckt starka reaktioner. Detta gäller särskilt hennes forskning och ställningstaganden kring radikalfeminism och sexarbete.

## Skönlitteratur
2010 publicerade Östergren första delen av en tänkt trilogi, Berättelsen om Esmara.